# Sea of Thieves
Sea of Thieves é um jogo de ação e aventura produzido pela Rare e publicado pela Xbox Game Studios inicialmente para Xbox One e Windows 10, sendo lançado em 20 de março de 2018, e depois foi convertido para Xbox Series X e Series S em 2020, e em 2024 pela primeira vez, foi lançado para PlayStation 5.
O jogo contem elementos de jogabilidade na primeira pessoa e utiliza conteúdo gerado pelos usuários, em que os jogadores tem a possibilidade de criar as suas próprias historias usando as ferramentas disponibilizadas pelo jogo. Num cenário de piratas, em Sea of Thieves os jogadores podem jogar cooperativamente num ambiente multijogador em mundo aberto.

## Jogabilidade
Sea of Thieves é um jogo multiplayer cooperativo de ação e aventura, com temática pirata, jogado a partir de uma perspectiva em primeira pessoa. O jogo apresenta suportes em multi-plataforma entre PC's que tenham o sistema Windows 10 e o Xbox One. Um grupo de jogadores viaja e explora um mundo aberto através de um navio pirata e assume papéis diferentes, como direção, içamento de velas, navegação e disparo de canhões. Os jogadores embarcam em missões, colecionam saques e entram em combate com outros jogadores. Sea of Thieves é um mundo de jogo compartilhado, o que significa que grupos de jogadores se encontrarão regularmente durante suas aventuras. O jogo tem um estilo de arte de desenho animado e um mecanismo de física exagerado que permite aos jogadores realizar acrobacias, como ser arremessado por canhões de navios.

## Desenvolvimento
Sea of Thieves foi desenvolvido pela Rare. O jogo foi desenvolvido usando a Unreal Engine 4 da Epic Games. O desenvolvimento do jogo começou em 2014 com a ideia do "Narrativa em forma de grupo", que Gregg Mayles da Rare descreveu como "um conceito desajeitado" que previa um tipo diferente de jogo multiplayer onde os jogadores criariam "experiências que são divertidas de assistir'". O jogo, cujo nome de código era "Athena", originalmente não se concentrava em piratas na época. Em vez de um criador comum de personagens, o jogo apresenta um "infinito gerador de piratas" que gera aleatoriamente um carrossel de oito piratas com vários tipos de corpos e rostos. Os jogadores podem escolher um para jogar, olhar para mais oito ou podem bloquear uma aparição em seu lugar enquanto os outros mudam. Em novembro de 2016, a Rare lançou o Programa Insider para dar aos membros selecionados acesso a uma versão em desenvolvimento do jogo. A Rare usou o programa Insider para fins de teste e para obter feedback dos jogadores.
Em junho de 2015, Sea of Thieves foi anunciado na conferência da Microsoft na Electronic Entertainment Expo de 2015 (E3). O gameplay foi exibido pela primeira vez na E3 de 2016. O jogo estava programado para ser lançado no Windows e Xbox One em 2017, mas foi atrasado até 20 de março de 2018. O jogo faz parte do programa de compra cruzada Xbox Play Anywhere da Microsoft, o que significa que os compradores da versão para download do jogo pode jogar o jogo no Windows 10 e Xbox One. Além disso, o jogo é jogável no lançamento para aqueles inscritos no Xbox Game Pass.

## Lançamento
Após o seu lançamento, um grande número de jogadores relatou ter problemas para entrar no jogo. O cabeça da Rare, Craig Duncan e o produtor executivo Joe Neate, explicaram que, devido a uma quantidade maior do que o esperado de jogadores recebendo o jogo no primeiro dia, eles tiveram que afastar alguns para impedir que os servidores caíssem.

## Recepção
Sea of Thieves recebeu críticas mistas através da crítica especializada. De acordo com o agregador de resenhas Metacritic, o jogo contém uma nota 69/100 para sua versão de Xbox One, e 67/100 para sua versão de Microsoft Windows. Muitos notaram que o jogo estava com falta de conteúdo e derrubaram a decisão da Rare de cobrar um preço integral.
Escrevendo para Polygon, Russ Frushtick deu ao jogo uma nota de 6.5/10, dizendo que "Sea of Thieves tem a base de uma experiência incrível. É um verdadeiro jogo pirata que simula perfeitamente a experiência da pirataria. Mas, no entanto, depois das primeiras horas, você vai começar a se sentir menos como Barba Negra e mais como um contador do Barba Negra". Similarmente, Kirk McKeand da VG247 escreveu que o jogo "só precisa de mais. Ele precisa de mais maneiras de jogar, mais variedade de missões, mais inimigos variados do que apenas esqueletos de cores diferentes e progressão mais significativa. Se essas coisas não aparecerem em breve, posso ver números de jogadores caindo substancialmente após um curto período". Michael Goroff da Electronic Gaming Monthly deu ao jogo uma nota 6 de 10, escrevendo que "o mundo de Sea of Thieves não é completamente carente de conquistas, graças ao seu belo visual e excelente mecânica de navegação, mas parece completamente mal feito em termos de jogabilidade. Talvez ironicamente, Sea of Thieves se sente como o esqueleto de um jogo ao invés de uma experiência totalmente realizada." Brandin Tyrrel da IGN deu ao jogo uma nota de 7/10, escrevendo que ele tinha "uma boa base que é divertida com os amigos", mas se sentiu "atolado" em uma rotina repetitiva.